# استرلینگ پارک (ویرجینیا)
استرلینگ پارک (به انگلیسی: Sterling Park) یک منطقهٔ مسکونی در ایالات متحده آمریکا است که در شهرستان لادن، ویرجینیا واقع شده‌است.